# Ascoli Piceno
Ascoli Piceno là một đô thị tại tỉnh Ascoli Piceno ở vùng Marche, Ý.
Đô thị này có diện tích km2, dân số là 51.400 người. (thời điểm năm 2009)
Thị xã nằm ở nơi hợp lưu của sông Tronto và sông Castellano và được bao quanh ba bên bởi núi. Có hai công viên giáp thị xã, một ở rìa tây bắc (Parco Nazionale dei Monti Sibillini) và công viên kia ở phía nam (Parco Nazionale dei Monti della Laga).